# Gliadina

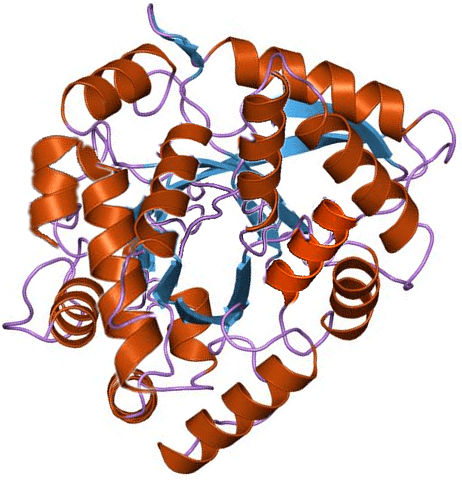
La gliadina es la principal fracción del gluten que es tóxica para las personas con trastornos relacionados con el gluten.

La gliadina es una glucoproteína presente en trigo y otros cereales dentro del género Triticum. Las gliadinas son prolaminas y se distinguen sobre la base de su movilidad electroforética y su enfoque isoeléctrico.

## Tipos
- α-/β-gliadinas - solubles en alcoholes de bajo porcentaje.
- γ-gliadinas - forma ancestral de la gliadina rica en cistina con solo puentes disulfuros intercatenarios.
- ω-gliadins - soluble en acetonitrilos de alto porcentajes (30-50% acídicos).

## Metabolismo
Las gliadinas son conocidas por su rol, junto con la glutenina, en la formación del gluten. Estas proteínas son esenciales en permitir que el pan se levante durante su preparación y le da su forma durante la cocción. Están asociadas a la patologías alimenticias, la enfermedad celíaca en individuos sensibles a las gliadinas α, β y γ.